# 柴文睿
柴文睿（1963年4月—），男，黑龙江宾县人，中华人民共和国外交官，曾任中华人民共和国驻蒙古国特命全权大使。

## 生平
1985年，进入中华人民共和国外交部工作，先后在外交部亚洲司、驻蒙古大使馆任职。2005年，任驻蒙古大使馆参赞。2009年，任外交部亚洲司副司级干部。2011年，任云南省人民政府外事办公室副主任。2013年9月，出任中华人民共和国驻胡志明市总领事。2016年2月，出任中华人民共和国驻扎门乌德总领事。2020年1月，出任中华人民共和国驻蒙古大使。2023年9月，自驻蒙古大使离任。

## 荣誉
外国勋章奖章
- 北极星勋章（蒙古，2023年8月28日于乌兰巴托颁发[4]）

## 家庭
已婚，有一女。